# Domenico Montalto
Domenico Montalto (Milano, 8 luglio 1954 – Milano, 25 agosto 2011) è stato un giornalista e storico dell'arte italiano.

## Biografia
Fu giornalista professionista dal 10 gennaio 1986. Dapprima lavorò alla Rusconi, mentre a partire dal 6 maggio 1991 passò all'Avvenire. 

Curò numerosi libri dedicati all'arte, sia da solo che insieme ad altri critici italiani. Collaborò all'allestimento di diverse mostre, fra le quali il ciclo "Pulchra Ecclesia" e diverse antologiche dedicate ai maggiori artisti italiani. 

Ha curato l'edizione in dieci volumi de "I capolavori della pittura" pubblicata da l'editoriale Del Drago di cui ha redatto le introduzioni al Quattrocento, Cinquecento e Seicento nonché molte voci monografiche. 
Ha diretto la rivista mensile di tecniche d'arte "Disegnare e Dipingere" edizione italiana dell'Artist's Magazine americano. Ha curato con Maurizio Calvesi due edizioni della Biennale d'arte contemporanea di Cremona, "Stauros". Negli ultimi anni è presidente del premio Morlotti. 

È vincitore del premio letterario per la poesia "La gerla d'argento"nel 1980 e "Brianza inedito" nel 1982.

## Opere
- Gianluigi Brancaccio archetipi della pittura, Domenico Montalto, Claudio Caserta, Chiara Gatti, Lubrina-LEB, 2010
- Arte e poesia del ferro. Opere di Antonio Stagnoli, Luciano Zanoni, Ivan Zanoni. Prima Biennale internazionale d'arte di Odolo Museo di Pamparane, Chiara Gatti, Giancarlo Marchesi, Domenico Montalto, Lubrina-LEB, 2009
- Vito Vaccaro. Opere 1913-1956, Mazzotta, 2009
- Carlo Previtali vizi capitali, Domenico Montalto, Fabrizio Visconti, Lubrina-LEB, 2009 * Carlo Previtali mondo magico. Natura, mito, metamorfosi nella scultura di Carlo Previtali, Lubrina-LEB, 2008
- Vincenzo Musardo. Lux. Pittura e spiritualità da oriente a Occidente, Editoriale Giorgio Mondadori, 2008
- Le opere e i giorni. Tradizione e modernità nella pittura, di Antonio Stagnoli, Domenico Montalto, Alfredo Bonomi, Pierluigi Leali, cur. Zantti M., Lubrina-LEB, 2008
- Fellini e la sua musa, Skira, 2008
- Tarantino. Trasposizioni pittoriche, Silvia, 2008
- Nando Chiappa. Mezzo secolo di pittura Catalogo della mostra. Silvia, 2008
- Cesare Benaglia. Trittici vita arte natura, Silvia, 2008
- Carlo Previtali, Skira, 2008
- Gianni Arde. Tra realtà e astrazione, Luigi Cavadini, Domenico Montalto, Skira, 2007
- Il velo della veronica, Silvia, 2006
- Domenico Montalto, Luigi Tavola. "Corot e Daubigny" Due rami ritrovati. Silvia, 2013
- Aurelio Bertoni. Seelandschaften-Paesaggi lacustri, cur. Bramani O., Lubrina-LEB, 2005
- Tarantino. Miti mediterranei, simboli e memorie. Raffaele Nigro, Montalto Domenico, Silvia, 2005
- Dulbecco. Il mago ascolta, galleria franco Cancelliere, Messina, 2004
- Giuseppe Palanti opere inedite dal Museo Teatrale alla Scala e da collezioni private, Tiziana Giansiracusa, Domenico Montalto, La Compagnia della Stampa, Brescia, 2003. ISBN 88-8486-055-5
- Narumi Harashina. Incisioni, Domenico Montalto, Beatrice Monroy, Riccardo Mazzarino, Lubrina-LEB, 2002
- Aurelio Bertoni-Davide Majorino. Dipinti, Giovanni Gardella, Domenico Montalto, Lubrina-LEB, 2002
- Giancarlo Defendi. Sculture, Lubrina-LEB, 2002
- Walter Lazzaro. Cielo mare terra, Silvia, 2002